# ظلم شاهان (مجموعه تلویزیونی)
ظلم شاهان یک مجموعه تلویزیونی محصول سال ۱۳۶۸ به کارگردانی مجتبی یاسینی  می‌باشد که از شبکه پخش شد.

## بازیگران
- رضا فیاضی
- اسدالله منجزی
- بهروز خوش فطرت
- علی عمرانی
- فخرالدین صدیق‌شریف
- کریم اکبری مبارکه
- محمد پورحسن
- نسیم اکبری